# Your Little Secret
Your Little Secret è il quinto album discografico in studio della cantautrice statunitense Melissa Etheridge, pubblicato nel 1995.

## Tracce
1. Your Little Secret – 4:19
2. I Really Like You – 4:09
3. Nowhere to Go – 5:53
4. An Unusual Kiss – 5:21
5. I Want to Come Over – 5:25
6. All the Way to Heaven – 4:54
7. I Could Have Been You – 5:56
8. Shriner's Park – 5:23
9. Change – 4:37
10. This War Is Over – 6:57